# Комбинована мобилност
Комбинована мобилност  је образовни концепт који комбинује физичку академску мобилност, виртуелну мобилност и комбиновано учење. Има за циљ да промовише запошљивост студената високог образовања. Од 2009. еволуирао је од виртуелне мобилности,     задржавајући међународну вредност академске мобилности, али истовремено дајући конкретан одговор на могуће породичне, финансијске, психолошке и социјалне баријере физичка покретљивост.  
Виртуелни део мобилности комбиноване мобилности је углавном подржан коришћењем информационих и комуникационих технологија (нпр. Skype, Adobe Connect, Slack, Google Hangout, Trello) да бисте остали повезани са наставницима и/или ученицима који се могу налазити на многим удаљеним локацијама. Део физичке мобилности је обично краткорочног трајања, у распону од 2 до 14 дана. Може постојати више периода краткорочне мобилности. Кратки периоди физичке мобилности омогућавају учесницима да се неколико дана фокусирају само на стварни пројекат, што је тешко у свакодневном животу у локалној средини.
Ране примене комбинованог формата мобилности могу се наћи још 2009.  Кроз овај пројекат створено је окружење које подстиче развој меких вештина ученика, као што су тимски рад и комуникација, у међународном окружењу помоћу иновативне парадигме инструкција како би се такве вештине унапредиле без скупих и опсежних промена наставног плана и програма.
Комбинована парадигма мобилности може се реализовати кроз различите формате. 
Мешовита мобилност је такође виђена и призната од стране Европске комисије  као припрема за дугорочну физичку мобилност или као допуна редовним студијским програмима. 
У Акционом плану за дигитално образовање Европске комисије (јануар 2018.) наводи се да ће комбинована мобилност бити даље промовисана са новим могућностима у Еразмус+ за подршку и онлајн и лично учење и размену студената у различитим земљама. 

## Иницијативе комбиноване мобилности
Неке од иницијатива комбиноване мобилности:
- Being mobile project [1] [14]
- Europe Now : веб платформа за европске мобилне студенте и алумнисте широког спектра европских програма размене [14]
- EUVIP : виртуелна места за предузећа и универзитете [1] [14]
- Mobi-Blog : Европска веблог платформа за мобилне студенте [14]
- Move-IT : Семинари који промовишу виртуелну подршку за мобилне студенте [1] [14]
- PROVIP : Промовисање виртуелне мобилности у одредиштима [14]
- VICTORIOUS : Виртуелни наставни планови и програми кроз поуздане интероперативне универзитетске системе [14]
- VM-BASE : Виртуелна мобилност пре и после размене студената [1] [14]
- MUTW : Мултинационални додипломски тимски рад [8] [15]
- AdriArt: Унапређење дигиталних и регионалних интеракција у настави уметности
- B-AIM : Комбинована академска међународна мобилност

## Предности комбиноване мобилности
Предности комбиноване мобилности као образовног концепта:
- развој социјалних вештина
- стекну меке вештине
- развијају организационе способности
- научите да користите алате за онлајн комуникацију
- не омета редовне кућне активности
- могућност да ради као члан тима студената, међународног и/или интердисциплинарног
- могућност рада на пројекту или доказу концепта који је доделила компанија, што резултира иновативним пројектима у стварном свету
- доживљавају културне разлике и сличности
- вежбајте друге језике осим матерњег
- могу се лакше интегрисати у наставне планове и програме образовних установа
- нуди могућности учесницима са посебним потребама (нпр. софтвер за помоћ на мрежи, медицински третман, ...)

## Недостаци комбиноване мобилности
Недостаци комбиноване мобилности као образовног концепта:
- теже комуницирати на виртуелни начин, посебно ако није матерњи језик
- алтернатива дугорочној мобилности, али није еквивалентна
- проблеми у комуникацији могу настати раније и брже
- захтева дисциплину
- потребан је одређени ниво независности